# Pan Zhenqi
Pan Zhenqi (潘臻琦S, Pān ZhēnqíP; 5 luglio 1995) è una cestista cinese.

## Carriera
Con la Cina ha disputato i Giochi olimpici di Tokyo 2020, i Campionati mondiali del 2022 e i Campionati asiatici del 2021.